# Aleksandar Aranitović
Aleksandar Aranitović (Cirílico serbio, Александар Аранитовић), nacido en Belgrado el 24 de enero de 1998) es un jugador de baloncesto profesional, actualmente, del Río Breogán de la Liga ACB . Mide 1,95 m (6′ 5″), y se desempeña como escolta . Su hermano mayor, llamado Petar, también es jugador de baloncesto profesional.

## Carrera profesional
Aranitović disputó las  categorías junior en las filas del Estrella Roja . Debutó con el primer equipo del cuadro 'crveno-belo' en la temporada de la Superliga de Serbia de 2015 . El 16 de julio de 2015, fue cedido al Mega Leks para la temporada 2015-16.  El 25 de enero de 2016 estampó su firma en su primer contrato profesional con el Estrella Roja hasta 2020. Mientras jugaba con Mega Leks, se lesionó a principios de febrero de 2016 y luego se perdió el resto de la temporada 2015-16.  En diciembre de 2016, sufrió una nueva lesión  resultando en su ausencia para toda la temporada 2016-17.
El 9 de agosto de 2017, Aranitović firmó un contrato de tres años con Partizan, club que dejó de contar con sus servicios en diciembre de 2019. 
En enero del 2020, Petar Aranitović firmó por el club de la LNB Pro B, ADA Blois. 
El 30 de septiembre de 2020, Aranitović llegó a un acuerdo para tener un contrato de prueba con el Heroes Den Bosch de Países Bajos .  En enero de 2021, Aranitović se incorpora al Mladost Zemun,  pasando a formar parte desde el 27 de septiembre de 2022, Aranitović llegó al Cibona de la Liga Croata y ABA Liga, convirtiéndose con el conjunto de Zagreb en uno de los mejores jugadores de la competición. 
El 17 de junio de 2024, el Club Baloncesto Breogán anunció su fichaje para la Liga ACB 2024-25.

## Carrera en la selección nacional
Con la selección nacional junior de Serbia, Aranitović consiguió varios hitos, entre los que se encuentra la medalla de plata en el Campeonato de Europa FIBA Sub-16 de 2013, así como el bronce en el Campeonato Mundial FIBA Sub-17 de 2014 . También disputó el Campeonato de Europa FIBA Sub-16 de 2014, el Campeonato de Europa FIBA Sub-18 de 2015, y el Campeonato Mundial FIBA Sub-19 de 2015.